# Communist Party of Great Britain
Die Communist Party of Great Britain (kurz CPGB; deutsch Kommunistische Partei Großbritanniens) war eine von 1920 bis 1991 im Vereinigten Königreich aktive, politische Partei. Ihr Wirkungsbereich beschränkte sich auf England, Schottland und Wales, da die nordirischen Kommunisten in der Communist Party of Ireland bzw. der Communist Party of Northern Ireland organisiert waren. Die CPGB war jahrzehntelang die größte politische Organisation links von der Labour Party; sie konnte deren strukturelle Hegemonie innerhalb der Arbeiterbewegung trotz großer Organisationsanstrengungen und mitunter regional bzw. inhaltlich durchaus nennenswerter Einflussmöglichkeiten niemals ernstlich gefährden. Ein Höchstmaß an Akzeptanz bei Bündnispartnern und Zugang zu nichtkommunistischen Arbeitern erzielte die CPGB etwa zwischen 1935 und 1950; trotzdem gelang ihr der Durchbruch zur Massenpartei – den andere kommunistische Parteien in Europa und weltweit in diesem Zeitraum erreichten – nicht einmal ansatzweise. Als die Gesamtpartei nach 1970 bereits in einen nach und nach existenzbedrohenden Verfallsprozess eingetreten war, gelangten einzelne Parteimitglieder in zuvor für Kommunisten nahezu unerreichbare gewerkschaftliche Führungspositionen – prominent vor allem Michael McGahey in der National Union of Mineworkers – und spielten bei den Auseinandersetzungen zwischen dem britischen Staat und der Gewerkschaftsbewegung in den 1970er- und 1980er-Jahren eine sichtbare Rolle.

## Geschichte

### Gründung und erste Jahre

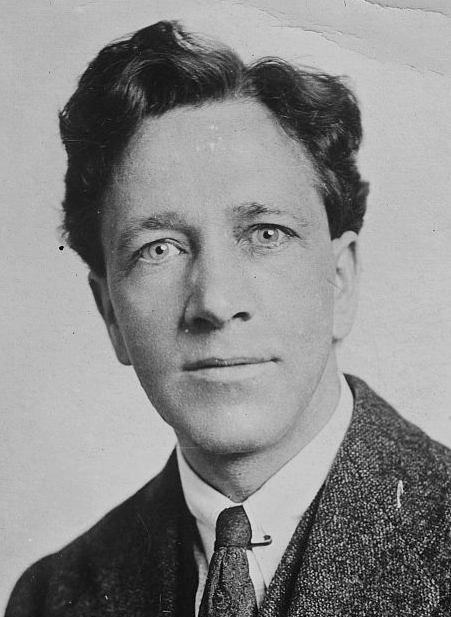
Arthur MacManus, der erste Vorsitzende der CPGB

Die CPGB wurde auf einem am 31. Juli/1. August 1920 in London tagenden, als Communist Unity Convention angekündigten Delegiertentreffen gegründet. Sie ging nicht – wie die meisten anderen kommunistischen Parteien Europas – als linke Abspaltung aus einer bereits existierenden sozialdemokratischen Partei hervor, sondern entstand aus einer Fusion sozialistischer Organisationen, die der Labour Party nie angehört hatten oder ihr allenfalls als selbständige Gliederungen affiliiert waren. Von den etwa 160 Delegierten gehörten 96 der British Socialist Party  (BSP) und 22 der Communist Unity Group an, den Rest stellten kleinere sozialistische Gruppen, Zirkel und Klubs, etwa die ausschließlich im Londoner East End aktive Workers' Socialist Federation. Im Vorfeld waren monatelange Verhandlungen über eine Beteiligung der Socialist Labour Party (SLP) und der Shop Steward Committees gescheitert, da sich diese de leonistisch bzw. syndikalistisch orientierten Gruppen gegen den in erster Linie von der BSP – und von Lenin, der mehrfach in die Debatte eingriff – gewünschten Anschluss der neuen Partei an die Labour Party und die Teilnahme an Wahlen bzw. parlamentarischer Arbeit aussprachen; letztendlich nahm nur je ein Vertreter der Shop Stewards und der SLP an der Gründung der CPGB teil. Zum Vorsitzenden der Partei wählten die Delegierten das SLP-Mitglied Arthur MacManus; erster (General-)Sekretär wurde das BSP-Mitglied Albert Inkpin. Mit Cecil L’Estrange Malone trat auch das einzige Unterhausmitglied der BSP zur CPGB über, wodurch diese ihr erstes und bis 1922 einziges Mandat erlangte. Als zentrales Parteiblatt erschien zunächst The Communist, dann von 1923 bis 1930 Workers' Weekly und anschließend der Daily Worker.

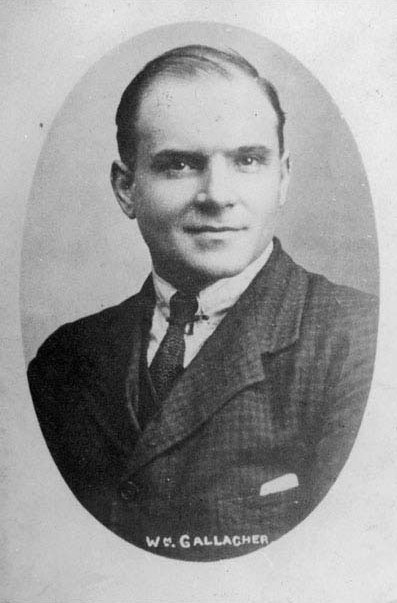
William Gallacher, MP für den Wahlkreis West Fife von 1935 bis 1950

Ende Januar 1921 schlossen sich auf einem Kongress in Leeds weitere Organisationen der CPGB an, insbesondere in der Communist Labour Party zusammengeschlossene schottische Shop Stewards aus dem Raum Glasgow um William Gallacher sowie eine halbsyndikalistische Gruppe, die zuvor als Communist Party (British Section of the Third International) aufgetreten war. Den anschließend – und bis 1923 mehrfach – beantragten Anschluss an die Labour Party lehnte deren Führung (unter Verletzung des Labour-Statuts von 1918, das die Affiliation durch einfachen Beschluss der beitretenden Organisation erlaubte) regelmäßig mit dem Argument ab, dass die CPGB keine originär britische, sondern eine durch „Moskau“ ferngesteuerte politische Kraft sei. Die wenig wirksame Agitation innerhalb der Labour Party verschuldete die CPGB durch eine zumindest in den ersten zehn bis fünfzehn Jahren ihres Bestehens bemerkenswert rigide Auslegung der leninistischen Parteidoktrin zum Teil auch selbst. Oft wurden an einem Beitritt oder loser Zusammenarbeit interessierte „normale“ Arbeiter und Gewerkschafter abgewiesen, da sich die Partei als weitgehend exklusiver Zusammenschluss von Berufsrevolutionären verstand. Dieses spezifisch britische, noch aus der Vorkriegszeit stammende und leninistisch modifizierte Erbe der „worst sectarian traditions of the socialist sects“ gab die Partei erst nach 1935 auf, als sie im Zuge der Volksfront-Politik die in anderen westeuropäischen kommunistischen Parteien längst übliche Rekrutierungspraxis adaptierte. Vorerst wurde das Wachstum der Partei auf diese Weise „künstlich“ gebremst.
Bei ihrer ersten Wahlteilnahme – anlässlich der Unterhauswahlen 1922 – schlugen sich die wenigen Kandidaten der Partei durchaus beachtlich. Von den beiden direkt als CPGB-Vertreter antretenden Kandidaten konnte J. T. Walton Newbold den Wahlkreis Motherwell gewinnen; William Gallacher unterlag in Dundee deutlich, fuhr aber gegen die hier antretenden politischen Schwergewichte (darunter Winston Churchill) ein respektables Ergebnis ein. In Greenock und Bethnal Green North East unterlagen die beiden KP-Kandidaten – unterstützt von der lokalen Labour Party – nur sehr knapp. In Battersea North wurde das KP-Mitglied Shapurji Saklatvala als offizieller Labour-Kandidat gewählt.
Trotz ihres – verglichen mit der Labour Party – geradezu verschwindend kleinen Mitgliederbestandes (noch 1922 waren weniger als 3.000 Mitglieder erfasst) wurde die CPGB vom politischen Establishment sofort als ernstzunehmende Kraft, ja als Bedrohung wahrgenommen. Das lag einerseits an der irrationalen, durch die Oktoberrevolution und die politischen Krisen in Mittel-, Ost- und Südeuropa ausgelösten antikommunistischen Hysterie der Nachkriegsjahre, beruhte aber andererseits auf der durchaus realistischen Einschätzung, dass ein echter organisatorischer Durchbruch der Partei angesichts der starken Labour-Linken, der anfänglich sehr weit verbreiteten Sympathien für das revolutionäre Russland (vgl. Hands-Off-Russia-Bewegung) und vor allem mit Blick auf das ausgeprägte Klassenbewusstsein der meisten britischen Arbeiter keineswegs völlig auszuschließen war. Die Partei stand sofort nach ihrer Gründung im Zentrum der Aufmerksamkeit des Inlandsgeheimdienstes und der entsprechenden Polizeibehörden; laut einer neueren Studie „wurden zwischen den Kriegen zur Überwachung und Durchleuchtung der CPGB mehr geheimdienstliche Mittel eingesetzt als für jedes andere Ziel.“ Die wichtigsten Leitungskader wurden permanent beobachtet, das Gebäude der Parteiführung in der Londoner King Street wurde mit Abhörgeräten versehen, beinahe jede lokale Parteigruppe war mit Spitzeln durchsetzt. Zusätzlich erfasste MI5 nahezu alle Mitglieder und aktiven Sympathisanten in einem „Vorbeugenden Index“, der bereits 1925 auf 25.250 Namen angewachsen war. Das Missverhältnis zwischen der tatsächlichen organisatorischen Schwäche und dem von Anhängern wie Gegnern gleichermaßen unterstellten beträchtlichen Entwicklungspotential definierte den Standort der CPGB im politischen System Großbritanniens bis in die 1950er-Jahre.
1924 stand die Partei im Mittelpunkt einer orchestrierten Kampagne von Conservative Party, Presse und Justiz, die sich zumindest anfänglich auch gegen die Regierung MacDonald richtete. Im August 1924 wurde John Ross Campbell, der leitende Redakteur der Parteizeitung, unter Anwendung eines Gesetzes aus dem Jahr 1797 verhaftet; es hieß, er habe in einem Artikel Militärangehörige zur „Meuterei“ aufgefordert (vgl. Campbell case). Die Labour-Minderheitsregierung sah sich angesichts der Proteste zahlreicher linker Abgeordneter und Gewerkschafter nach einigen Wochen gezwungen, in den Fall zu intervenieren und das Verfahren niederzuschlagen. Daraufhin wurde sie durch ein Misstrauensvotum der konservativ-liberalen Parlamentsmehrheit gestürzt. Wenige Tage vor den anschließend anberaumten Neuwahlen berichteten die konservativen Blätter Times und Daily Mail in sensationeller Aufmachung über einen (angeblich) von Gregori Sinowjew und Arthur MacManus unterzeichneten, an das Zentralkomitee der CPGB gerichteten Brief, in dem eine Annäherung von CPGB und Labour Party sowie der Austausch von Delegationen zwischen britischen und sowjetischen Arbeiterorganisationen empfohlen wurde; derart, so hieß es in diesem als Zinoviev Letter zu zweifelhafter Berühmtheit gelangten Dokument, könne die revolutionäre Arbeit entscheidend vorangebracht werden. Der Brief löste einen der folgenreichsten politischen Skandale der britischen Geschichte aus: Er kompromittierte den bis dahin einflussreichen linken Flügel von Labour, zog eine diplomatische Krise nach sich und führte zu einem Erdrutschsieg der Konservativen bei den Parlamentswahlen am 29. Oktober 1924. Erst 1999 räumte die britische Regierung nach einer von Robin Cook veranlassten Untersuchung offiziell ein, dass der Brief eine vom Auslandsgeheimdienst MI6 fabrizierte oder zumindest im passenden Moment der Presse zugespielte Fälschung war.

### Generalstreik, Weltwirtschaftskrise und faschistische Gefahr

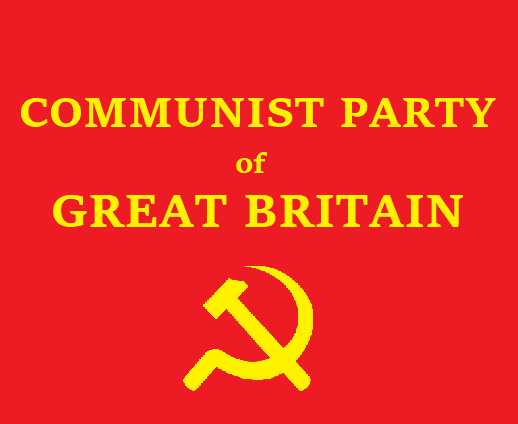
Parteilogo (1930er-Jahre)

Bereits 1924 hatte die Partei mit dem National Minority Movement einen festen Organisationszusammenhang kommunistischer und sympathisierender Gewerkschaftsfunktionäre innerhalb des Trades Union Congress (TUC) geschaffen. Das NMM erwies sich als eine der erfolgreichsten Initiativen der Partei überhaupt; am 21. März 1926 nahmen an einem Kongress dieser Organisation fast 900 Delegierte teil, die annähernd eine Million Gewerkschaftsmitglieder vertraten.
Nach dem Amtsantritt der Regierung Baldwin im November 1924 wurde schnell offensichtlich, dass deren offene Unterstützung für die Lohnsenkungs- und Arbeitszeitverlängerungspolitik der Unternehmer zu einer größeren Konfrontation mit den Gewerkschaften führen würde. Besonders die Bergarbeiter, unter denen das NMM relativ großen Einfluss besaß, zeigten sich – unterstützt von den Eisenbahnern – widerstandsbereit. Am 31. Juli 1925 konnte Baldwin einen Generalstreik in letzter Minute abwenden, indem er scheinbar auf die Forderungen der Bergleute einging und die Bildung einer Regierungskommission anordnete, die die Lage im Bergbau prüfen sollte (Red Friday). In den folgenden Monaten bereitete sich die Regierung intensiv auf die kommende Machtprobe vor. Sie teilte das Land in zehn Bezirke ein, in denen weisungsberechtigte Zivilkommissare den Aufbau alternativer Transportkapazitäten, die Schaffung einer „Sonderpolizei“ und die Rekrutierung von Streikbrechern in die Wege leiteten. Im Oktober 1925 wurde nahezu die gesamte CPGB-Führung wegen „Anstiftung zur Meuterei“ und „staatsgefährdender Verleumdung“ in einen Prozess verwickelt und zu mehrmonatigen Haftstrafen verurteilt. Gleichzeitig beschloss die Labour-Führung, in der nach der Zinoviev Letter-Affäre weit rechts stehende Funktionäre wie Walter Citrine bestimmenden Einfluss ausübten, Kommunisten fortan nicht mehr als Individualmitglieder aufzunehmen oder zu dulden; außerdem wurden die Gewerkschaften aufgefordert, zukünftig keine kommunistischen Delegierten mehr zu Labour-Konferenzen zu entsenden.

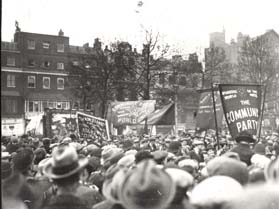
CPGB-Block auf der May Day-Demonstration in London, 1. Mai 1926

Im Frühjahr 1926 zwang die Regierung dem im Grunde zum Nachgeben bereiten Generalrat des TUC die Konfrontation auf. Die Gewerkschaftsführer mussten widerwillig den Generalstreik einleiten, da die National Union of Mineworkers unter dem Einfluss des NMM die Forderungen der Regierungskommission am 9. April abgelehnt, die Unternehmer daraufhin zum 1. Mai alle Gruben per Aussperrung geschlossen und nahezu alle Branchengewerkschaften ihren Willen zur Unterstützung der Bergarbeiter bekundet hatten. Am 4. Mai 1926 begann der erste Generalstreik der britischen Geschichte. Er wurde am 12. Mai von der TUC-Führung mit der (Falsch-)Behauptung abgebrochen, die Regierung und die Grubenbesitzer seien zum Entgegenkommen bereit. Als sich das als Lüge herausstellte, streikten die Bergarbeiter noch sieben Monate allein weiter, mussten den Kampf aber am 30. November abbrechen und die Arbeit zu den von den Unternehmern diktierten Bedingungen wieder aufnehmen. Obwohl die Streikenden des Jahres 1926 eine schwere Niederlage erlitten, konnte sich die CPGB in diesen Monaten erstmals eine nennenswerte Basis unter den Produktionsarbeitern einer britischen Schlüsselindustrie verschaffen. Die Partei hatte sich unter der Parole „Kein Penny Lohn weniger! Keine Sekunde Arbeitszeit mehr!“ stark engagiert und erheblich an Ansehen gewonnen. Von den während des Generalstreiks auf der Grundlage des verhängten Ausnahmezustands in Schnellverfahren abgeurteilten etwa 5.000 Streikteilnehmern und -unterstützern waren 1.200 Mitglieder der KP. Die Mitgliederzahl der Partei stieg 1926 erstmals auf über 10.000. In vielen Bergarbeitergemeinden blieben CPGB-Vertreter jahrzehntelang ein kommunalpolitischer Faktor.
Im Zuge der durch Beschlüsse der Komintern ab 1928 eingeleiteten Neuausrichtung der Strategie kommunistischer Parteien wurde Albert Inkpin 1929 durch Harry Pollitt als Generalsekretär abgelöst. 1928 hatte die Labour Party ihr Programm aus dem Jahr 1918, das eine sozialistische Zielsetzung enthielt, durch ein neues Dokument (Labour and the Nation) ersetzt, in dem lediglich ein verstärktes staatliches Eingreifen in die wirtschaftliche und soziale Entwicklung gefordert, die Frage des Eigentums an den Produktionsmitteln aber nicht mehr aufgeworfen wurde. Die zeitgleich auf der Grundlage der Mond-Turner-Verhandlungen weiter vorangetriebene soziopolitische Integration des TUC und das rigorose Vorgehen der Labour-Instanzen gegen Kommunisten – die Partei löste allein 1926 13 Ortsverbände auf, die sich geweigert hatten, KP-Mitglieder auszuschließen – veranlasste die CPGB bis etwa 1933/34 zu einer Politik, die sich direkt gegen die Labour Party (von der KP nunmehr als „dritte Kraft“ der Bourgeoisie bezeichnet) richtete. In einer zeitgenössischen CPGB-Broschüre hieß es dazu:
„In these conditions and in this situation the Communist Party cannot and must not limit itself to a struggle only against the Baldwin Government. By the very course of things, the British Communist Party is called on to intensify the struggle against the liberal-bourgeois policies of the Labour Party. It is not merely a question of severe criticism of the Labour Party, but also of carrying on a struggle against the Labour Party as against a party which is becoming more and more transformed into a third party of the bourgeoisie.“
Diese „offensive“ Linie kostete die Partei nahezu alle Einflusspositionen in den Gewerkschaften und der Labour Party. Die Mitgliederzahl der CPGB sank binnen Kurzem auf einen historischen Tiefstand und lag 1931 gerade noch bei 2.500. Durch das bewusste Kappen aller Verbindungen zum linken Labour-Flügel konnte die Partei die günstige Situation, die sich durch die im Juli 1932 vollzogene Abspaltung der Independent Labour Party von der Labour Party ergab, kaum politisch oder organisatorisch nutzen.
Eine Erholung leitete die Partei durch ihre führende Rolle in der Arbeitslosenbewegung 1931–1935, vor allem aber durch die nach 1933 schrittweise erfolgende Konzentration auf die Abwehr der nationalen und internationalen faschistischen Gefahr ein. Die Partei organisierte 1933 ein Hilfskomitee für deutsche Emigranten und war maßgeblich am Zustandekommen des Aufsehen erregenden Londoner „Gegenprozesses“ zum Reichstagsbrandprozess beteiligt. Im gleichen Jahr konnte mit der Independent Labour Party eine gegen die British Union of Fascists gerichtete Bündnisvereinbarung getroffen werden. An einer von CPGB und ILP – gegen den Widerstand von Labour Party und TUC – initiierten antifaschistischen Kundgebung in London nahmen am 9. September 1934 über 150.000 Menschen teil. Den Höhepunkt der direkten Auseinandersetzung zwischen Antifaschisten und Faschisten in Großbritannien bildete die sogenannte Battle of Cable Street am 4. Oktober 1936. An diesem Tag entwickelte sich aus von etwa 300.000 Menschen besuchten Kundgebungen, zu denen CPGB und ILP anlässlich eines BUF-Aufmarsches im Londoner East End aufgerufen hatten, eine mehrstündige Straßenschlacht, als tausende Polizisten – darunter die gesamte berittene Polizei der Hauptstadt – versuchten, Mosleys Blackshirts den Weg zu bahnen. Bei den Unterhauswahlen vom 14. November 1935 unterstützte die Partei im Zeichen der durch den VII. Weltkongress der Komintern eingeleiteten Neuorientierung bis auf zwei Ausnahmen die Labour-Kandidaten; William Gallacher gewann den Wahlkreis West Fife, Harry Pollitt unterlag in Rhondda East dem Labour-Vertreter. Im gleichen Jahr gab sich die CPGB ein neues Programm (For Soviet Britain). Bis 1939 konnte die Partei die Zahl ihrer Mitglieder auf etwa 18.000 erhöhen.
Zu einem großen – wenn auch kurzlebigen – kulturpolitischen Erfolg entwickelte sich der im März 1936 gegründete, der CPGB, ILP und der Labour-Linken verbundene Left Book Club. Er veröffentlichte monatlich ein Buch zu einem politischen Gegenwartsthema, das oftmals in lokalen Lesekreisen – 1939 gab es 1.200 – gemeinsam gelesen und diskutiert wurde. In der zweiten Hälfte der 1930er-Jahre stießen erstmals auch Akademiker in nennenswerter Zahl zur CPGB; unter anderem gelang es, an der Universität Cambridge eine Parteigruppe mit etwa 100 Mitgliedern aufzubauen.
Nach dem Beginn des Bürgerkrieges in Spanien bildete die CPGB zunächst ein Unterstützungskomitee, das Hilfsgelder für die medizinische Betreuung der republikanischen Truppen sammelte; anschließend beteiligte sie sich an dem im Oktober 1936 gebildeten überparteilichen Hilfsausschuss für das republikanische Spanien. Während des Krieges gingen etwa 2.200 britische Freiwillige nach Spanien, um gegen die faschistischen Putschisten zu kämpfen; ungefähr 700 von ihnen waren Mitglieder der CPGB.

### Zenit – Zweiter Weltkrieg und erstes Nachkriegsjahrzehnt
In den ersten Wochen des Zweiten Weltkrieges rief die CPGB zunächst dazu auf, die Maßnahmen zur Abwehr der deutschen Aggression zu unterstützen. Man habe – so hieß es in einer am 2. September 1939 veröffentlichten Erklärung – einen Kampf „an zwei Fronten“ zu führen: einerseits müsse der militärische Sieg über die Faschisten errungen, andererseits die Ablösung der auf eine gegen die Sowjetunion gerichtete Verständigung mit Deutschland hinarbeitenden Regierung Chamberlain erzwungen werden. Harry Pollitt forderte Mitte September alle Linken auf, von „revolutionär klingenden Phrasen“ Abstand zu nehmen und sich in den Dienst der Kriegsanstrengung zu stellen. Diese Bewertung des Krieges löste heftige Auseinandersetzungen in der Parteiführung aus. Schließlich setzte sich Anfang Oktober – mit Unterstützung der Komintern – die Gruppe durch, die den Krieg als einen Kampf zweier imperialistischer Mächtegruppen um die Neuaufteilung der Welt einordnete. Pollitt wurde als Generalsekretär vorübergehend abgelöst und durch Rajani Palme Dutt ersetzt. Die neue Linie stieß zwar viele Menschen, die sich der Partei in den Vorkriegsjahren ausschließlich wegen ihrer konsequent antifaschistischen Haltung genähert hatten, zurück, war aber – zumindest in der Anfangsphase des Krieges – keineswegs so unpopulär, wie oft behauptet wird. Die CPGB war die einzige politische Kraft, die sich weiterhin für eine Hebung des Lebensniveaus der Arbeitenden einsetzte und notfalls auch für Streiks plädierte. Nicht wenige Arbeiter waren gegenüber den nationalistischen Mobilisierungsparolen konservativer Politiker zurückhaltend und durchaus für die CPGB-Forderung nach einem people's peace zu interessieren; so zog eine im Januar 1941 tagende, von der CPGB einberufene People's Convention immerhin 2.234 Delegierte an, die etwa 1,2 Millionen Menschen – meist Gewerkschaftsmitglieder – vertraten. Die Versammelten beschlossen eine Resolution, in der eine „Volksregierung“, die Nationalisierung der Banken, des Bodens und der Rüstungsindustrie sowie die Unabhängigkeit Indiens gefordert wurden. Neun Tage später, am 21. Januar 1941, wurde der Daily Worker wegen seiner „defätistischen“ Haltung verboten. Nach Auffassung der CPGB wandelte der deutsche Überfall auf die Sowjetunion im Juni 1941 den Charakter der britischen Kriegsbeteiligung vollkommen. Die Forderung, die Regierung Churchill durch eine „Volksregierung“ abzulösen, wurde im Juli 1941 fallengelassen. Die Partei unterstützte nun die Koalitionsregierung, wandte sich gegen Streiks und begann eine Kampagne für die Errichtung einer zweiten Front in Westeuropa.
Nach Kriegsende trat die Partei zunächst für die Fortsetzung der „Regierung der nationalen Einheit“ ein und unterstützte anschließend die Labour-Regierung bis Ende des Jahres 1947. Bei den Unterhauswahlen im Juli 1945, die mit einem völlig überraschenden Erdrutschsieg der Labour Party endeten, konnten William Gallacher und Phil Piratin ihre Wahlkreise gewinnen, die restlichen 19 Kandidaten unterlagen, einige von ihnen allerdings nur sehr knapp; in den 21 Wahlkreisen, in denen CPGB-Kandidaten antraten, konnte die Partei einen sehr beachtlichen durchschnittlichen Stimmenanteil von 12,5 % erzielen.
Mit Bert Papworth war 1944 erstmals ein CPGB-Mitglied in den Generalrat des TUC gelangt. Bereits Anfang 1946 begann die Führung der Labour Party allerdings, den kommunistischen Einfluss in Gewerkschaften und anderen Organisationen der Arbeiterbewegung aktiv zu bekämpfen. Davon wurde die CPGB zunächst überrascht. Bis 1947 konnte sie kaum offensiv reagieren, da sie sich – analog zur von der Sowjetunion avisierten „friedlichen Koexistenz“ – auf eine Zusammenarbeit mit Labour festgelegt hatte. Beide 1945 errungenen Parlamentsmandate gingen im Februar 1950 wieder verloren. In der Rückschau steht der für die CPGB enttäuschende, zweifellos auch durch die eskalierende Blockkonfrontation beeinflusste Wahlausgang des Jahres 1950 – die Partei war erstmals wirklich in der Fläche präsent und hatte 100 Wahlkreiskandidaten aufgestellt, von denen allerdings kein einziger gewählt wurde – für den Anfang des politischen und organisatorischen Niedergangs der Partei. 1951 nahm die CPGB ein neues Programm an (The British Road to Socialism), das insbesondere einen parlamentarisch und damit legal bewerkstelligten Übergang zum Sozialismus für möglich erklärte. Bereits im Oktober 1944 hatte der 17. Parteitag der CPGB eine Resolution mit ähnlicher Tendenz beschlossen.
Während des Krieges waren der CPGB ihre größten Rekrutierungserfolge gelungen. Vereinzelt kam es zu regelrechten Masseneintritten, so Ende Dezember 1941, als nach einer Rede Harry Pollitts vor 12.000 Zuhörern knapp 700 Anwesende die bereitliegenden Aufnahmeanträge ausfüllten.
In der Folge konnte die Partei in kürzester Zeit ihren Mitgliederbestand auf ein später nie wieder erreichtes Maximum steigern. 1942 wurden 56.000 und 1943 63.000 organisierte Kommunisten gezählt; am Ende des Krieges dürfte die Zahl kaum niedriger gelegen haben. Dieser Wert blieb zunächst stabil und begann anschließend – im Zuge der 1946/1947 beginnenden radikal antikommunistischen und antisowjetischen Neuausrichtung der britischen Innen- und Außenpolitik – kontinuierlich zu sinken. Trotz der Massenaustritte des Jahres 1956 vereinte die CPGB allerdings noch zu Beginn der 1970er-Jahre über 30.000 Mitglieder – zehnmal so viele wie in der Gründungsphase – in ihren Reihen. Das während des Krieges von der Sowjetunion „geborgte“ Ansehen konnte die Partei also durchaus – zumindest bei vielen der in den 1930er- und 1940er-Jahren hinzugestoßenen Mitglieder – stabilisieren und in eine echte politische Loyalität umformen. Als ernstes Problem für die Organisationskontinuität erwies sich, dass die Partei nach 1970, als die Gründer- und Aufbaugeneration ausgestorben war und auch die während des Krieges gewonnenen Mitglieder nach und nach inaktiv wurden, kaum noch Neueintritte in ausreichender Zahl verzeichnen konnte. Der Jugendverband der Partei, die Young Communist League, war kaum als Rekrutierungsreserve geeignet; die YCL hatte selbst in der Hochzeit der Partei in den unmittelbaren Nachkriegsjahren ein Schattendasein geführt und kaum mehr als 3.000 Mitglieder anziehen können. 1980 zählte die CPGB nur noch etwa 19.000 Beitragszahler. Zu diesem Zeitpunkt war allerdings auch offensichtlich geworden, dass die Partei weitaus ernster durch ihre politische als durch ihre organisatorische Krise bedroht war.

### Das Krisenjahr 1956
Als Anfang Juni 1956 der Text von Nikita Chruschtschows auf dem XX. Parteitag der KPdSU gehaltener Geheimrede durch das US State Department in abgestimmten Schritten veröffentlicht wurde, begann auch in der seit Mai 1956 von dem neuen Generalsekretär John Gollan geführten CPGB eine intensive Debatte über das Verhältnis zur Sowjetunion, deren politisches System und die eigene Parteigeschichte. Die Parteiführung reagierte Ende Juni mit einer Erklärung, in der sie sich über das „Unrecht und die Verbrechen zutiefst schockiert“ zeigte und eine „gründliche marxistische Analyse der Ursachen der Degeneration“ anmahnte, konnte der Krise aber dadurch nicht begegnen. Seit Juli 1956 gab ein Kreis kommunistischer Akademiker um Edward P. Thompson und John Saville ein oppositionelles Periodikum (The Reasoner) heraus, das zunächst vor allem Fragen der innerparteilichen Demokratie thematisierte und im Herbst zu offenen Angriffen auf den „Stalinismus“ überging. Die Entwicklungen in Polen und viel mehr noch die Ereignisse in Ungarn führten schließlich zu einem „beispiellosen Ausbruch der offenen Opposition“ innerhalb der Partei. Als sich die CPGB-Führung am 3. November 1956 öffentlich mit dem sowjetischen Vorgehen in Ungarn solidarisierte, löste sie damit eine Austrittswelle unter den verunsicherten Parteimitgliedern aus, die sich – wie es ein Zeitzeuge ausdrückt – seit Monaten „am Rande des politischen Äquivalents zu einem kollektiven Nervenzusammenbruch“ befanden. Die Partei war monatelang nahezu handlungsunfähig, die versuchte Mobilisierung gegen den britisch-französischen Überfall auf Ägypten blieb in Anfängen stecken. Die innerparteiliche Krise war erst beendet, als der im Frühjahr 1957 auf dem 25. Parteitag von Christopher Hill vorgetragene „Bericht der Minderheit“ durch die Delegierten mit großer Mehrheit zurückgewiesen wurde.
1956 verlor die CPGB etwa 7.000 Mitglieder. Das war ein dramatischer Aderlass, zehrte die Partei aber keineswegs – wie oft behauptet – substanziell aus. Als kurz- und mittelfristig irreparabel erwies sich lediglich der Einflussverlust bei Akademikern und Künstlern. Die meisten der zuvor – aus durchaus unterschiedlichen Gründen – mit der CPGB sympathisierenden Intellektuellen brachen mit ihr oder zogen sich zurück, da sie fürchteten, sich durch die Nähe zu einer nunmehr gesellschaftlich vollkommen geächteten Partei beruflich und sozial zu kompromittieren. Im Zuge dieser Absetzbewegung entstanden die Anfänge der britischen New Left. Außerdem schloss sich eine nennenswerte Zahl ehemaliger Parteimitglieder – bekannt geworden ist vor allem der aus der CPGB ausgeschlossene Korrespondent des Daily Worker in Ungarn, Peter Fryer – trotzkistischen Kleingruppen an, wodurch diese bis dahin in Großbritannien absolut bedeutungslose Strömung (die drei rivalisierenden Gruppen britischer Trotzkisten hatten zu Beginn des Jahres 1956 zusammen weniger als 100 Mitglieder) erstmals zu einem gewissen Faktor im linken Spektrum wurde.

### Stabilisierung und beginnender Zerfall – die 1960er- und 1970er-Jahre
Für das Einflussniveau der CPGB in der Gewerkschaftsbewegung hatte die Krise des Jahres 1956 fast keine negativen Folgen. Es konnte während der 1960er-Jahre weiter ausgebaut werden und erreichte in der zweiten Hälfte der 1970er-Jahre seinen Höhepunkt. Hier profitierte die Partei, die sich nun ganz auf die Arbeit in diesem Bereich konzentrierte, von der durch Chruschtschow angestoßenen „Selbstkritik“. Viele Gewerkschaftsgliederungen und -leitungen zeigten sich Kommunisten gegenüber wieder aufgeschlossen, die traditionelle Abwehrrhetorik der TUC-Führung griff kaum noch. In den Gewerkschaftsverbänden des Maschinenbau-, Bau-, Elektro- und Transportgewerbes erlangten kommunistische Funktionäre großen, zum Teil sogar maßgeblichen Einfluss. Die Partei verfolgte seit Beginn der 1960er-Jahre eine Bündnisstrategie, die in Einzelfällen dazu führte, dass sie bei gewerkschaftsinternen Wahlen Labour-Kandidaten, auf die sich ein Wahlbündnis linker Gruppen verständigt hatte, gegen Kandidaten mit CPGB-Parteibuch unterstützte, wenn diese außerhalb des Bündnisses antraten. Die recht erfolgreiche Mobilisierung der Gewerkschaften gegen Maßnahmen der Regierungen Wilson und Heath war zu einem großen Teil auf den CPGB-Einfluss zurückzuführen; so gelang es 1969, erfolgreich die Mehrheit der Gewerkschaften gegen das neue Gewerkschaftsgesetz des Labour-Premierministers Wilson zu mobilisieren.
In dem seit Ende 1962 offen ausgetragenen Konflikt zwischen der chinesischen KP und der sowjetischen KP stellte sich die CPGB auf die sowjetische Seite. Bis zum Ende der 1960er-Jahre spalteten sich einzelne kleine prochinesische Gruppen von der Partei ab. Die tschechoslowakische Krise im Sommer 1968 erwies sich für die Partei hingegen als weitaus folgenreicher. Die CPGB ging erstmals auf Distanz zur sowjetischen Führung, als Gollan nach dem Einmarsch der sowjetischen Truppen im August dieses Vorgehen als „Fehler“ bezeichnete. Er kritisierte, dass die Standards gegenseitigen Umgangs zwischen sozialistischen Staaten verletzt worden seien und der tschechoslowakischen KP das Recht genommen werde, ihre Probleme selbst zu lösen. Diesen Standpunkt vertrat er auch in Moskau auf einer Tagung von 75 kommunistischen Parteien im Juni 1969. Diese Haltung des Generalsekretärs führte erstmals seit 1956 wieder zu fraktionsmäßig organisierter Kritik an der Parteiführung, die aber diesmal nicht die stattfindende, sondern die ausbleibende Solidarisierung mit der Sowjetunion angriff. So warf beispielsweise Rajani Palme Dutt in einer seiner letzten politischen Interventionen den Leitungsgremien auf dem 31. Parteitag „klassenlosen Liberalismus“ vor und drang auch in der von ihm herausgegebenen Zeitschrift Labour Monthly auf eine Revision des – wie er schrieb – von „jungfräulicher Unschuld“ geprägten Auftretens der Parteiführung. Über der Frage der Positionierung zur sowjetischen Außenpolitik bildeten sich 1968/1969 innerhalb weniger Monate die beiden Strömungen heraus, die – unter wechselnden Etikettierungen – in den beiden folgenden Jahrzehnten um die Kontrolle über die Partei rangen.
Der seit 1975 amtierende Generalsekretär Gordon McLennan stand unter dem Einfluss einer Gruppe eurokommunistischer Intellektueller um Martin Jacques, John Bloomfield und Pat Devine, die sich selbst als in der Tradition Antonio Gramscis stehend einordnete. Zudem hatten um 1975 im Zuge des parteiinternen Generationswechsels mehrere dieser Gruppe nahestehende Parteimitglieder mittlere und höhere Leitungsfunktionen übernommen. Diese Strömung setzte 1977/1978 eine grundlegende Neufassung der 1951 beschlossenen British Road to Socialism durch, in der unter anderem formell und inhaltlich auf das Konzept der Diktatur des Proletariats, das die 1951er Fassung lediglich parlamentarisch gewendet hatte, verzichtet und stattdessen auf eine „Labour-Regierung neuen Typs“ orientiert wurde. Daraufhin spaltete sich im Sommer 1977 eine Gruppe hiergegen opponierender Parteimitglieder ab und bildete die New Communist Party of Britain. Ihr schloss sich insbesondere der Parteidistrikt Surrey mit dessen Sekretär Sid French an.

### Triumph der Eurokommunisten und Zusammenbruch der Partei – 1980 bis 1991
Um 1980 war der – vorläufig noch verdeckt geführte – Fraktionskampf in der CPGB in vollem Gange. Der seit Ende der 1970er-Jahre andauernden Offensive eurokommunistischer „Modernisierer“ vermochten deren Gegner allerdings keinen einheitlichen Block entgegenzusetzen. Um die Zeitschrift Straight Left sammelten sich ambitionierte Parteiintellektuelle, die sich vehement gegen die Umorientierung auf die Mitarbeit in den New Social Movements wandten und stattdessen eine verstärkte Tätigkeit innerhalb der zu Beginn der 1980er-Jahre nach links gerückten Labour Party anmahnten. Sie drängten auf die Reaktivierung – bzw. den Ausschluss – der vielen passiven Parteimitglieder und die Etablierung einer gründlichen marxistischen Schulungsarbeit. Konzeptionell sahen sie eine Partei vor, die der kleinen, aber ungemein aktiven Kaderorganisation glich, die bis zur Mitte der 1930er-Jahre bestanden hatte. Zudem verteidigte Straight Left das sowjetische Vorgehen in Afghanistan. Einer der Köpfe dieser Strömung war der ehemalige Leiter der CPGB-Studentenorganisation, Fergus Nicholson. Die Gruppe hatte enge Verbindungen zu den in Großbritannien tätigen Auslandsorganisationen der griechischen, iranischen, irakischen und südafrikanischen KP und wurde zudem von einigen „Ikonen“ der CPGB unterstützt, so von Charlie Woods, dem über achtzigjährigen North East District Secretary der 1930er- und 1940er-Jahre. Ein anderes „antirevisionistisches“ Netzwerk (die Communist Campaign Group) entstand um das Herausgebergremium der Parteizeitung Morning Star, namentlich um Tony Chater, Mick Costello und Dave Whitfield. Es stützte sich – anders als Straight Left – hauptsächlich auf Arbeiter und Gewerkschaftsfunktionäre, die als junge Leute in den 1940er- und 1950er-Jahren zur Partei gestoßen waren und ihr durch alle Krisen hindurch die Treue gehalten hatten. Viele von ihnen hielten Genossenschaftsanteile des Morning Star und sicherten dessen Unabhängigkeit gegenüber dem seit etwa 1981 von den Eurokommunisten dominierten zentralen Parteiapparat. Obwohl diese Gruppe das Zentralorgan der CPGB kontrollierte, blieb sie gegenüber den Eurokommunisten zunächst defensiv, versuchte aber immer dann einzuschreiten, wenn grundlegende strategische Dispositionen der CPGB von den „Reformern“ angegriffen wurden. Demgegenüber hatte der Kreis um Martin Jacques die Theoriezeitschrift der CPGB (Marxism Today) bereits seit 1977 zu einer Art alternativem Zentralorgan der eurokommunistischen Strömung ausgebaut.
Im Herbst 1982 brach der Konflikt anlässlich einer Artikelserie in Marxism Today, in der die Gewerkschaftsbewegung gegenüber der Frauen-, Friedens- und Umweltschutzbewegung abgewertet wurde, offen aus. Ohne Abstimmung mit der Parteiführung griff der Morning Star daraufhin wiederholt die „kleinbürgerlich-antiproletarische“ Linie von Marxism Today an. Diese Auseinandersetzungen – die sogenannten Star wars – dauerten knapp drei Jahre an und endeten im Januar 1985 mit dem Parteiausschluss Chaters und Whitfields. Hunderte ihrer Anhänger wurden in den folgenden Jahren ebenfalls ausgeschlossen oder traten aus; viele von ihnen fanden sich in der 1988 gegründeten Communist Party of Britain (CPB) wieder zusammen. Allerdings gelang es der Parteiführung trotz wiederholter Versuche nicht, Chater und Whitfield aus dem Herausgeberkreis des Morning Star zu entfernen. Die Ausschlusswelle traf auch viele Angehörige und Unterstützer der Straight Left-Strömung, darunter Charlie Woods.

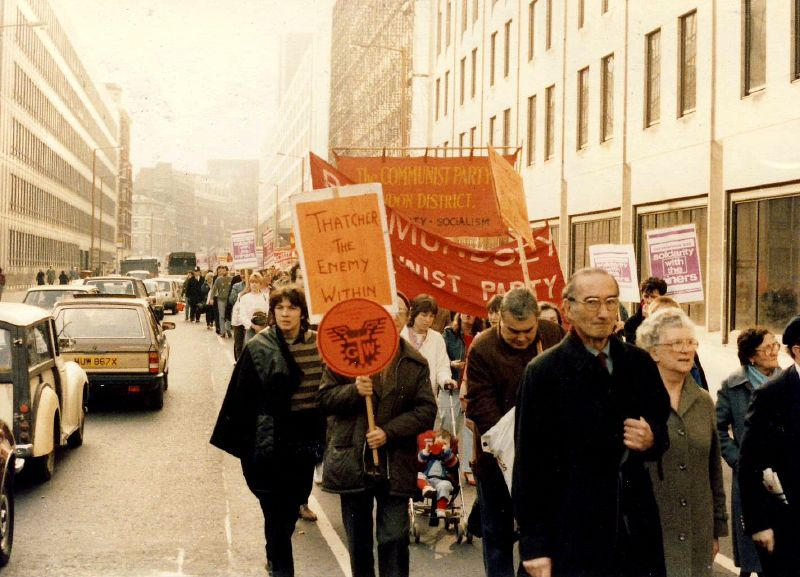
CPGB-Block auf einer Solidaritätsdemonstration während des Bergarbeiterstreiks 1984/1985

Der Bergarbeiterstreik 1984/1985 wurde von der Morning Star-Gruppe nachdrücklich, von den offiziellen CPGB-Instanzen unter dem Einfluss der „Modernisierer“-Strömung um Marxism Today jedoch nur symbolisch unterstützt. Diese Haltung kostete die CPGB die letzten Reste einer nennenswerten gewerkschaftlichen Basis. Eine neuere Studie kommt zu dem Befund, dass „by dropping its class base the CPGB effectively lost much trade union support. (…) It became so right wing that even some of the Labour Party policies appeared too radical for it.“
Im November 1989 solidarisierte sich der 41. Parteitag der CPGB mit den Trägern des Systemwandels in Osteuropa und lobte Michail Gorbatschow für seine Bereitschaft, „creative risks“ einzugehen. Die Delegierten beschlossen ein Manifesto for New Times und ersetzten damit die 1977 beschlossene Fassung der British Road to Socialism. Gordon McLennan trat daraufhin als Generalsekretär zurück. Mit der 33-jährigen Nina Temple übernahmen – gegen McLennans ausdrücklichen Wunsch – im Januar 1990 die radikalsten Eurokommunisten offen die Führung der noch etwa 7.600 Mitglieder zählenden CPGB. Deren Hinwirken auf eine „pluralistische“, „demokratisch-sozialistische“ Partei vertrieb innerhalb weniger Monate die meisten der noch verbliebenen „Traditionalisten“. Allerdings zogen sich zu diesem Zeitpunkt angesichts der weltpolitischen Umbruchsituation auch viele führende „Reformer“ aus der CPGB zurück, da sie nicht zuletzt für sich persönlich – die Partei stand vor dem finanziellen Kollaps und hatte keine hauptamtlichen Funktionen mehr zu vergeben – innerhalb der Organisation keine Perspektive mehr sahen. Im November 1990 plädierte eine starke Minderheit im Exekutivkomitee für die Selbstauflösung. Der Kreis um Temple veräußerte in den folgenden Monaten große Teile der vorhandenen Vermögenswerte der Partei (die sich 1990 auf etwa 4 Millionen Pfund Sterling belaufen haben sollen). Nach einer weiteren Phase politischer und organisatorischer Agonie, während der die Parteiführung mittels sensationell aufgemachter „Enthüllungen“ über die jahrzehntelange Finanzierung der CPGB durch die KPdSU erfolgreich die Reste der Straight Left-Strömung isolierte, beschlossen die Delegierten des 43. Parteitages im November 1991 mit 135 gegen 72 Stimmen, die CPGB in die als Kampagnenorganisation und Think Tank konzipierte Democratic Left umzuwandeln. Eine während der 1980er-Jahre in die Partei eingesickerte trotzkistische Gruppe um die Zeitschrift The Leninist reklamierte auf einer Krisenkonferenz den Parteinamen für sich und tritt seither als Communist Party of Great Britain (Provisional Central Committee) auf. Ein Teil der englischen und walisischen „Traditionalisten“ schloss sich der CPB an, während schottische Kommunisten die Communist Party of Scotland bildeten. Die meisten Angehörigen der Straight Left-Gruppe haben sich keiner dieser Nachfolgeorganisationen angeschlossen.

## Parteiorganisation

### Parteiführung
| Vorsitzende  | Vorsitzende      |
| Amtszeit     | Name             |
| ------------ | ---------------- |
| 1920–1927    | Arthur MacManus  |
| 1943–1956    | Willie Gallacher |
| 1956–1960    | Harry Pollitt    |
| 1964–1967    | Frank Stanley    |
| 1968–1969    | Tony Chater      |
| 1969–1971    | John Tocher      |
| 1972–1974    | Irene Swann      |
| 1974–1979    | Mick McGahey     |
| 1980er Jahre | Ron Halverson    |
| bis 1991     | George Bolton    |

| Generalsekretäre | Generalsekretäre  |
| Amtszeit         | Name              |
| ---------------- | ----------------- |
| 1920–1929        | Albert Inkpin     |
| 1929–1939        | Harry Pollitt     |
| 1939–1941        | Rajani Palme Dutt |
| 1941–1956        | Harry Pollitt     |
| 1956–1975        | John Gollan       |
| 1975–1990        | Gordon McLennan   |
| 1990–1991        | Nina Temple       |

### Parteitage
| Bezeichnung   | Datum                           |
| ------------- | ------------------------------- |
| 1. Parteitag  | 31. Juli – 01. August 1920      |
| 02. Parteitag | 29. – 30. Januar 1921           |
| 03. Parteitag | 23. – 24. April 1921            |
| 04. Parteitag | 18. – 19. März 1922             |
| 05. Parteitag | 07. – 08. Oktober 1922          |
| 06. Parteitag | 16. – 18. Mai 1924              |
| 07. Parteitag | 30. Mai – 1. Juni 1925          |
| 08. Parteitag | 16. – 17. Oktober 1926          |
| 09. Parteitag | 08. – 10. Oktober 1927          |
| 10. Parteitag | 19. – 22. Januar 1929           |
| 11. Parteitag | 30. November – 3. Dezember 1929 |
| 12. Parteitag | 12. – 15. November 1932         |
| 13. Parteitag | 2. – 5. Februar 1935            |
| 14. Parteitag | 29. – 31. Mai 1937              |
| 15. Parteitag | 16. – 19. September 1938        |
| 16. Parteitag | 03. – 04. Oktober 1943          |
| 17. Parteitag | 28. – 29. Oktober 1944          |
| 18. Parteitag | 24. – 26. November 1945         |
| 19. Parteitag | 22. – 24. Februar 1947          |
| 20. Parteitag | 21. – 23. Februar 1948          |
| 21. Parteitag | 26. – 28. November 1949         |
| 22. Parteitag | 11. – 14. April 1952            |

| Bezeichnung   | Datum                    |
| ------------- | ------------------------ |
| 23. Parteitag | 16. – 19. April 1954     |
| 24. Parteitag | 30. März – 2. April 1956 |
| 25. Parteitag | 19. – 22. April 1957     |
| 26. Parteitag | 27. – 30. März 1959      |
| 27. Parteitag | 31. März – 3. April 1961 |
| 28. Parteitag | 12. – 15. April 1963     |
| 29. Parteitag | 27. – 30. November 1965  |
| 30. Parteitag | 25. – 28. November 1967  |
| 31. Parteitag | 15. – 18. November 1969  |
| 32. Parteitag | 13. – 16. November 1971  |
| 33. Parteitag | 10. – 12. November 1973  |
| 34. Parteitag | 15. – 18. November 1975  |
| 35. Parteitag | 12. – 15. November 1977  |
| 36. Parteitag | 10. – 13. November 1979  |
| 37. Parteitag | 14. – 17. November 1981  |
| 38. Parteitag | 12. – 15. November 1983  |
| 39. Parteitag | 18. – 20. Mai 1985       |
| 40. Parteitag | 14. – 17. November 1987  |
| 41. Parteitag | 25. – 28. November 1989  |
| 42. Parteitag | 08. – 09. Dezember 1990  |
| 43. Parteitag | 22. – 24. November 1991  |

## Wahlergebnisse
| Jahr | Wahl                      | Wähler | Stimmenanteil | Sitze |
| ---- | ------------------------- | ------ | ------------- | ----- |
| 1922 | Unterhauswahlen 1922      | 30.684 | 0,2 %         | 1/615 |
| 1923 | Unterhauswahlen 1923      | 34.258 | 0,2 %         | 0/615 |
| 1924 | Unterhauswahlen 1924      | 51.176 | 0,2 %         | 1/615 |
| 1929 | Unterhauswahlen 1929      | 47.554 | 0,2 %         | 0/615 |
| 1931 | Unterhauswahlen 1931      | 69.692 | 0,3 %         | 0/615 |
| 1935 | Unterhauswahlen 1935      | 27.177 | 0,1 %         | 1/615 |
| 1945 | Unterhauswahlen 1945      | 97.945 | 0,4 %         | 2/640 |
| 1950 | Unterhauswahlen 1950      | 91.765 | 0,3 %         | 0/625 |
| 1951 | Unterhauswahlen 1951      | 21.640 | 0,1 %         | 0/625 |
| 1955 | Unterhauswahlen 1955      | 33.144 | 0,1 %         | 0/630 |
| 1959 | Unterhauswahlen 1959      | 30.896 | 0,1 %         | 0/630 |
| 1964 | Unterhauswahlen 1964      | 46.442 | 0,2 %         | 0/630 |
| 1966 | Unterhauswahlen 1966      | 62.092 | 0,2 %         | 0/630 |
| 1970 | Unterhauswahlen 1970      | 37.970 | 0,1 %         | 0/630 |
| 1974 | Unterhauswahlen Feb. 1974 | 32.743 | 0,1 %         | 0/635 |
| 1974 | Unterhauswahlen Okt. 1974 | 17.426 | 0,1 %         | 0/635 |
| 1979 | Unterhauswahlen 1979      | 16.858 | 0,1 %         | 0/635 |
| 1983 | Unterhauswahlen 1983      | 11.606 | 0,0 %         | 0/650 |
| 1987 | Unterhauswahlen 1987      | 06.078 | 0,0 %         | 0/650 |